# Hans Keiter
Hans Keiter (eigentlich Johannes Ferdinand Keiter, * 22. März 1910 in Mülheim an der Ruhr; † 8. September 2005 in Solingen) war ein deutscher Feldhandballspieler und Goldmedaillengewinner bei den Olympischen Spielen 1936 in Berlin.

## Sportliche Laufbahn
Hans Keiter spielte zunächst für den RSV Mülheim, später für den Polizei SV Berlin. Bei den Olympischen Spielen 1936 wirkte Keiter als Mannschaftskapitän der deutschen Nationalmannschaft in drei Spielen mit, in denen er insgesamt zwei Tore erzielte. Keinen Treffer erzielte er am 14. August 1936 im Finale gegen Österreich, das die deutsche Mannschaft mit 10:6 gewann und damit Olympiasieger im Feldhandball wurde. Im Februar 1938 gehörte Keiter zusammen mit Günter Ortmann und Hans Theilig als einer von drei Olympiasiegern zum deutschen Aufgebot für die erste Weltmeisterschaft im Hallenhandball. Die deutsche Mannschaft gewann das Turnier. Im Juli 1938 fand die erste Weltmeisterschaft im Feldhandball statt, außer Keiter, Ortmann und Theilig standen weitere Olympiasieger und weitere Hallenweltmeister in der deutschen Mannschaft. Die deutsche Mannschaft gewann den Titel deutlich: im Finale besiegte sie die Mannschaft aus der Schweiz mit 23:0.
Insgesamt wirkte Keiter von 1935 bis 1941 in 26 Länderspielen mit, davon sechs in der Halle. Hans Keiter war von 1930 bis zu seiner Pensionierung 1970 Polizist, zuletzt als Polizeioberrat. Daneben war er im deutschen Handballbund aktiv. Als Trainer führte er den TV Krefeld-Oppum 1966 und 1968 zur deutschen Meisterschaft im Feldhandball.

## Weitere Quellen
- Willi Rüter: Mülheimer im Nationaltrikot – Hans Keiter. In: Neue Ruhr Zeitung vom 17./18. Mai 1955.
- Stadtarchiv Mülheim an der Ruhr, Bestand 1440